# 팔보산 혁명공묘

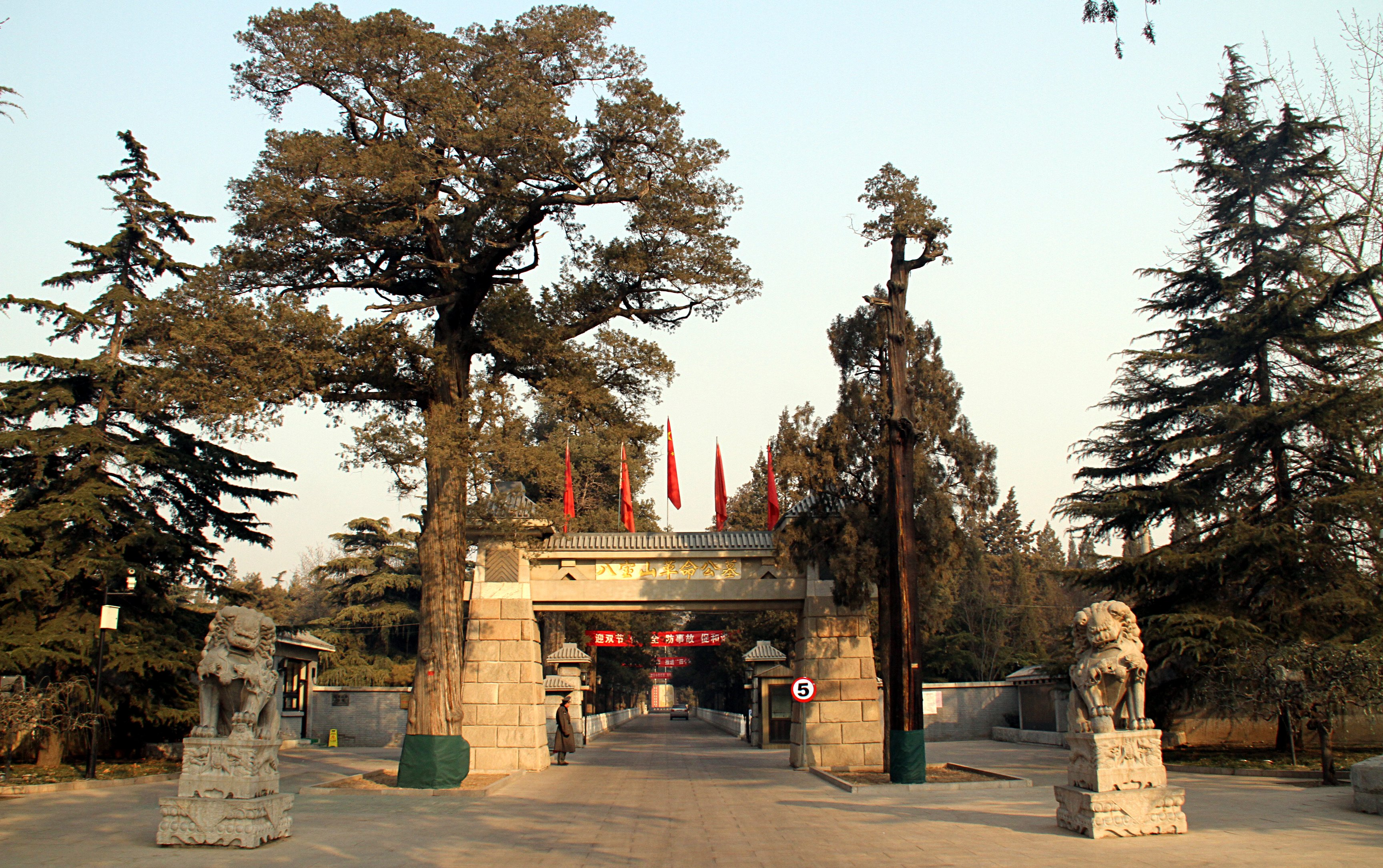

팔보산 혁명공묘(八宝山革命公墓)는 베이징시 스징산구 팔보산가도에 있는 국립 묘지로 중화인민공화국 정권에 의해 중요한 인물로 간주되거나 영향력이 큰 인물들이 매장되어 있다. 외국인도 매장되어 있다.

## 매장된 유명인
- 박일파
- 천윈
- 동필무
- 화뤄겅
- 라오서
- 리푸춘
- 리커창
- 이가염
- 리펑
- 리쓰광
- 이선념
- 랴오청즈
- 린보취
- 룽윈
- 뤄룽환
- 뤄루이칭
- 아푀 아왕직메
- 섭영진
- 팽덕회
- 펑전
- 푸런
- 전학삼
- 차오스
- 구추백
- 임필시
- 타오주
- 탄전린
- 완리
- 왕둥싱
- 왕광미
- 왕야오우
- 원이둬
- 야오이린
- 장아이핑
- 주덕